# Heterocentron macrostachyum
Heterocentron macrostachyum är en tvåhjärtbladig växtart som beskrevs av Charles Victor Naudin. Heterocentron macrostachyum ingår i släktet Heterocentron och familjen Melastomataceae. Inga underarter finns listade i Catalogue of Life.